# Flókadalur (dal i Island, Norðurland vestra)
Flókadalur är en dal i republiken Island.   Den ligger i regionen Norðurland vestra, i den norra delen av landet, 240 km nordost om huvudstaden Reykjavík.